# Brachyhesma apicalis
Brachyhesma apicalis är en biart som beskrevs av Exley 1969. Brachyhesma apicalis ingår i släktet Brachyhesma och familjen korttungebin. Inga underarter finns listade.

## Bildgalleri

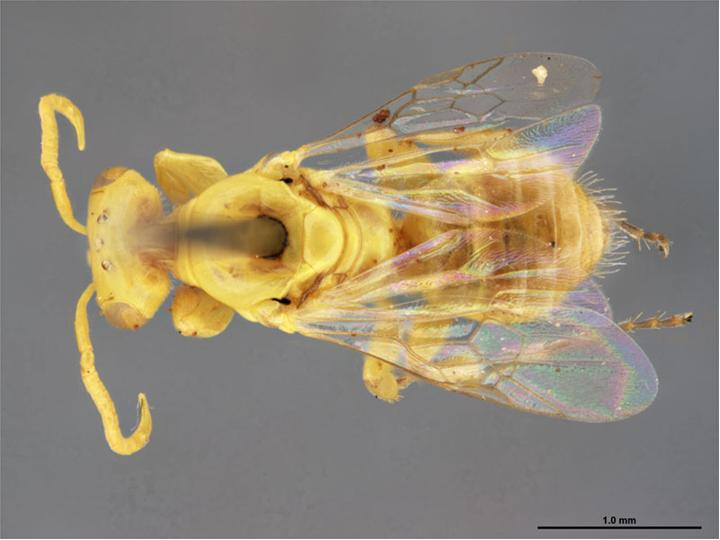